# Ecologisch reservaat Louis-Ovide-Brunet
Het Ecologisch reservaat Louis-Ovide-Brunet is een natuurresrvaat in het zuidwesten van de Canadese provincie Quebec, MRC Le Domaine-du-Roy. Het werd opgericht in 1989 en beslaat een oppervlakte van 668,57 ha in de gemeente Lac-Bouchette et Saint-André-du-Lac-Saint-Jean.
Het doel is de bescherming van het ecologisch waardevol gebied rond het Lac Bouchette met zijn typische wouden, waarin de Yellow Birch domineert.
Het landschap is golvend tussen de 330 en 440 m hoogte. De ondergrond is meestal graniet en mangeriet alsook pegmatiet, waarboven tijdens de laatste ijstijd Till werd afgezet. Een rotsachtige en steenrijke podzol ontstond.
Naast de yellow-birch vindt men er ook populier, papierberk en zwarte spar. Door akkerbouw, bosbranden en vooral industriële houtkap werd het gebied meer dan een eeuw zwaar beschadigd, waardoor de bosbestanden meestal maar 30 tot 60 jaar oud zijn. De nabijheid van moerassen, meren en beken is evenwel een goede basis voor het herstel van de flora. De fauna is bijzonder rijk: beren, vossen en elanden komen er veel voor.

## Naam
De naam van het gebied verwijst naar de botanicus Louis-Ovide Brunet (1826-1876). Hij was in 1848, 1849 en 1853 vicarius aan de Kathedraal van Quebec. Hij was onder andere stichter van het Botanisch Museum van de Université Laval en publiceerde in 1870 zijn grootste monografie: Éléments de botanique et de physiologie végétale, suivis d’une petite flore simple et facile pour aider à découvrir les noms des plantes les plus communes au Canada.